# Remmina
 O Remmina é um cliente de ambiente de trabalho remoto para sistemas operacionais de computador baseados em POSIX . Ele possui suporte aos protocolos Remote Desktop Protocol (RDP), VNC, NX, XDMCP, SPICE e SSH.

## Empacotamento
O Remmina está nos repositórios de pacotes do Debian versão 6 (Squeeze) e posterior e do Ubuntu desde a versão 10.04 (Lucid Lynx). A partir do 11.04 (Natty Narwhal), ele substituiu o tsclient como cliente de desktop remoto padrão do Ubuntu. A coleção de pacotes/portes do FreeBSD também a contém como um porte separado e outros portes de plug-in específicos de protocolos.

## Uso
Um uso comum é conectar-se a máquinas Windows, usar servidores e computadores remotamente via Serviços de Área de Trabalho Remota, por administradores de sistema e usuários iniciantes.